# Bakery Jatta
Bakery Jatta (ur. 6 czerwca 1998 w Gunjur) – gambijski piłkarz grający na pozycji pomocnika w HSV. 

## Kariera klubowa

### Hamburger SV
Pierwszego gola na poziomie Bundesligi strzelił 10 listopada 2018 r. w meczu przeciwko Erzgebirge Aue.

## Statystyki kariery

### Klubowe
(aktualne na dzień 20 maja 2023)
| Klub               | Sezon              | Liga               | Liga  | Liga   | Puchar kraju | Puchar kraju | Europa | Europa | Inne  | Inne   | Suma  | Suma   |
| Klub               | Sezon              | Liga               | Mecze | Bramki | Mecze        | Bramki       | Mecze  | Bramki | Mecze | Bramki | Mecze | Bramki |
| ------------------ | ------------------ | ------------------ | ----- | ------ | ------------ | ------------ | ------ | ------ | ----- | ------ | ----- | ------ |
| HSV II             | 2016/17            | Regionalliga       | 16    | 11     | —            | —            | —      | —      | —     | —      | 16    | 11     |
| HSV II             | 2017/18            | Regionalliga       | 10    | 8      | —            | —            | —      | —      | —     | —      | 10    | 8      |
| HSV II             | 2018/19            | Regionalliga       | 11    | 1      | —            | —            | —      | —      | —     | —      | 11    | 1      |
| HSV II             | 2019/20            | Regionalliga       | 1     | 0      | —            | —            | —      | —      | —     | —      | 1     | 0      |
| HSV II             | 2020/21            | Regionalliga       | 0     | 0      | —            | —            | —      | —      | —     | —      | 0     | 0      |
| HSV II             | 2021/22            | Regionalliga       | 0     | 0      | —            | —            | —      | —      | —     | —      | 0     | 0      |
| HSV II             | Łącznie            | Łącznie            | 37    | 20     | 0            | 0            | 0      | 0      | 0     | 0      | 37    | 20     |
| HSV                | 2016/17            | Bundesliga         | 6     | 0      | 0            | 0            | —      | —      | —     | —      | 6     | 0      |
| HSV                | 2017/18            | Bundesliga         | 10    | 0      | 0            | 0            | —      | —      | —     | —      | 10    | 0      |
| HSV                | 2018/19            | 2. Bundesliga      | 25    | 4      | 4            | 1            | —      | —      | —     | —      | 29    | 5      |
| HSV                | 2019/20            | 2. Bundesliga      | 31    | 4      | 0            | 0            | —      | —      | —     | —      | 31    | 4      |
| HSV                | 2020/21            | 2. Bundesliga      | 27    | 5      | 0            | 0            | —      | —      | —     | —      | 27    | 5      |
| HSV                | 2021/22            | 2. Bundesliga      | 34    | 3      | 5            | 0            | —      | —      | 2     | 0      | 41    | 3      |
| HSV                | 2022/23            | 2. Bundesliga      | 23    | 4      | 1            | 0            | —      | —      | —     | —      | 24    | 4      |
| HSV                | Łącznie            | Łącznie            | 81    | 10     | 10           | 1            | 0      | 0      | 2     | 0      | 168   | 21     |
| Łącznie w karierze | Łącznie w karierze | Łącznie w karierze | 194   | 40     | 10           | 1            | 0      | 0      | 2     | 0      | 206   | 41     |

## Kontrowersje
Piłkarz próbował sfałszować swoje dokumenty zameldowania. Władze Bundesligi wszczęły postępowanie przeciwko piłkarzowi, który występował pod zmienionym nazwiskiem. Według oskarżycieli jego prawdziwe imię to Bakery Daffeh.